# Summer Camp
Summer Camp (ook wel Summer Camp: Featuring Maximus Mouse) is een computerspel dat werd ontwikkeld en uitgegeven door Thalamus. Het spel kwam in 1990 uit voor de Commodore 64 en een jaar later voor de Commodore Amiga. Het spel is een platformspel van vier levels. De speler speelt een Maximus Mouse. Het doel van het spel is onderdelen van een voertuig verzamelen en deze in elkaar zetten.

## Platforms
| Jaar | Platform     |
| ---- | ------------ |
| 1990 | Commodore 64 |
| 1991 | Amiga        |

## Ontvangst
| Beoordeeld door                | Platform     | Datum        | Score |
| ------------------------------ | ------------ | ------------ | ----- |
| Computer and Video Games (CVG) | Commodore 64 | maart 1991   | 85%   |
| 64'er                          | Commodore 64 | maart 1991   | 60%   |
| Power Play                     | Commodore 64 | maart 1991   | 40%   |
| Amiga Joker                    | Amiga        | januari 1994 | 31%   |